# Bosniella
Bosniella es un género de foraminífero bentónico la familia Biokovinidae, de la superfamilia Biokovinoidea, del suborden Biokovinina y del orden Loftusiida. Su especie tipo es Bosniella oenensis. Su rango cronoestratigráfico abarca el Liásico medio (Jurásico inferior).

## Discusión
Clasificaciones previas incluían Bosniella en el suborden Textulariina y en el orden Textulariida.

## Clasificación
Bosniella incluye a las siguientes especies:
- Bosniella croatica †
- Bosniella fontainei †
- Bosniella oenensis †